# Vändåtberget
Vändåtberget es una reserva natural en el condado de Västernorrland en Suecia situada a 50 km al noroeste de Örnsköldsvik. La reserva fue creada en 1989 y tiene una superficie de 3,45 km². El bosque primario de vändåt es un hábitat para el escarabajo Pytho kolwensis que está en peligro de extinción, del género Pytho y la familia Pythidae. También es un hábitat de un escarabajo de cuernos largos, Nothorhina muricata.

El origen del nombre "Vändåt" es desconocido.

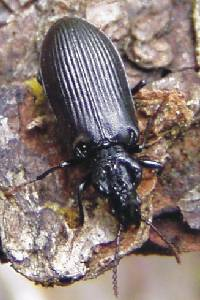
Pytho kolwensis, Vändåtberget.